# Uromyces microchloae
Uromyces microchloae ist eine Ständerpilzart aus der Ordnung der Rostpilze (Pucciniales). Der Pilz ist ein Endoparasit des Süßgrases Microchloa setacea. Symptome des Befalls durch die Art sind rostfarbene Flecken und Pusteln auf den Blattoberflächen der Wirtspflanzen. Uromyces microchloae ist ein Endemit der Zentralafrikanischen Republik.

## Merkmale

### Makroskopische Merkmale
Uromyces microchloae ist mit bloßem Auge nur anhand der auf der Oberfläche des Wirtes hervortretenden Sporenlager zu erkennen. Sie wachsen in Nestern, die als gelbliche bis braune Flecken und Pusteln auf den Blattoberflächen erscheinen.

### Mikroskopische Merkmale
Das Myzel von Uromyces microchloae wächst wie bei allen Uromyces-Arten interzellulär und bildet Saugfäden, die in das Speichergewebe des Wirtes wachsen. Aecien oder Spermogonien der Art sind nicht bekannt, gleiches gilt für die Uredien des Pilzes. Seine gelblichen Uredosporen sind 19–21 × 16–19 µm groß, meist eiförmig bis breitellipsoid und stachelwarzig. Die blattunterseitig wachsenden Telien der Art sind schwarzbraun und früh unbedeckt. Die tief gold- bis hell kastanienbraunen Teliosporen sind einzellig, in der Regel eckig kugelig bis länglich und 23–25 × 23–27 µm groß. Ihre Stiele sind farblos und bis zu 30 µm lang.

## Verbreitung
Das bekannte Verbreitungsgebiet von Uromyces microchloae umfasst lediglich die Zentralafrikanische Republik.

## Ökologie
Die Wirtspflanze von Uromyces microchloae ist Microchloa setacea. Der Pilz ernährt sich von den im Speichergewebe der Pflanzen vorhandenen Nährstoffen, seine Sporenlager brechen später durch die Blattoberfläche und setzen Sporen frei. Die Art verfügt über einen Entwicklungszyklus, von dem bislang lediglich Telien und Uredien sowie deren Wirt bekannt sind; Spermogonien und Aecien konnten dem Pilz bisher nicht zugeordnet werden.